# Gare de Saint-Julien-en-Genevois
Pour les articles homonymes, voir Gare de Saint-Julien.
La gare de Saint-Julien-en-Genevois est une gare ferroviaire française de la ligne de Longeray-Léaz au Bouveret, située sur le territoire de la commune de Saint-Julien-en-Genevois, dans le département de la Haute-Savoie, en région Auvergne-Rhône-Alpes.
C'est une gare de la Société nationale des chemins de fer français (SNCF) desservie par TER Auvergne-Rhône-Alpes toute l'année.

## Situation ferroviaire
Établie à 461 mètres d'altitude, la gare de Saint-Julien-en-Genevois est située au point kilométrique (PK) 157,544 de la ligne de Longeray-Léaz au Bouveret, entre les gares ouvertes de Valleiry et d'Annemasse.

## Service des voyageurs

### Accueil
Gare SNCF, elle dispose d'un bâtiment voyageurs, avec guichet, ouvert tous les jours. Elle est équipée d'automates pour l'achat de titres de transport.

### Desserte
La gare de Saint-Julien-en-Genevois est desservie par des trains TER Auvergne-Rhône-Alpes sur les relations :
- Bellegarde ↔ Évian-les-Bains via Annemasse et Thonon-les-Bains ;
- Bellegarde ↔ Saint-Gervais-les-Bains-Le Fayet via Annemasse, La Roche-sur-Foron, Cluses et Salllanches - Combloux - Megève (en provenance de Lyon-Part-Dieu certains samedis d'hiver).

### Intermodalité
Un parc pour les vélos et un parking pour les véhicules y sont aménagés.
Une correspondance est possible avec la ligne de bus 80 des Transports publics genevois (TPG), les lignes M et N de la Communauté de communes du Genevois (CCG), la ligne 4 des Transports annemassiens collectifs (TAC) en septembre 2025 ainsi qu'avec les lignes Y13 et 272 des Cars Région Haute-Savoie aux arrêts Saint-Julien-Gare, sur l'avenue de la gare, et Saint-Julien SNCF situé juste devant la gare.